# Bohdalice-Pavlovice
Bohdalice-Pavlovice ist eine Gemeinde in Tschechien. Sie liegt acht Kilometer nordöstlich von Bučovice am Fuße der Litenčické vrchy und gehört dem Okres Vyškov an.

## Geschichte

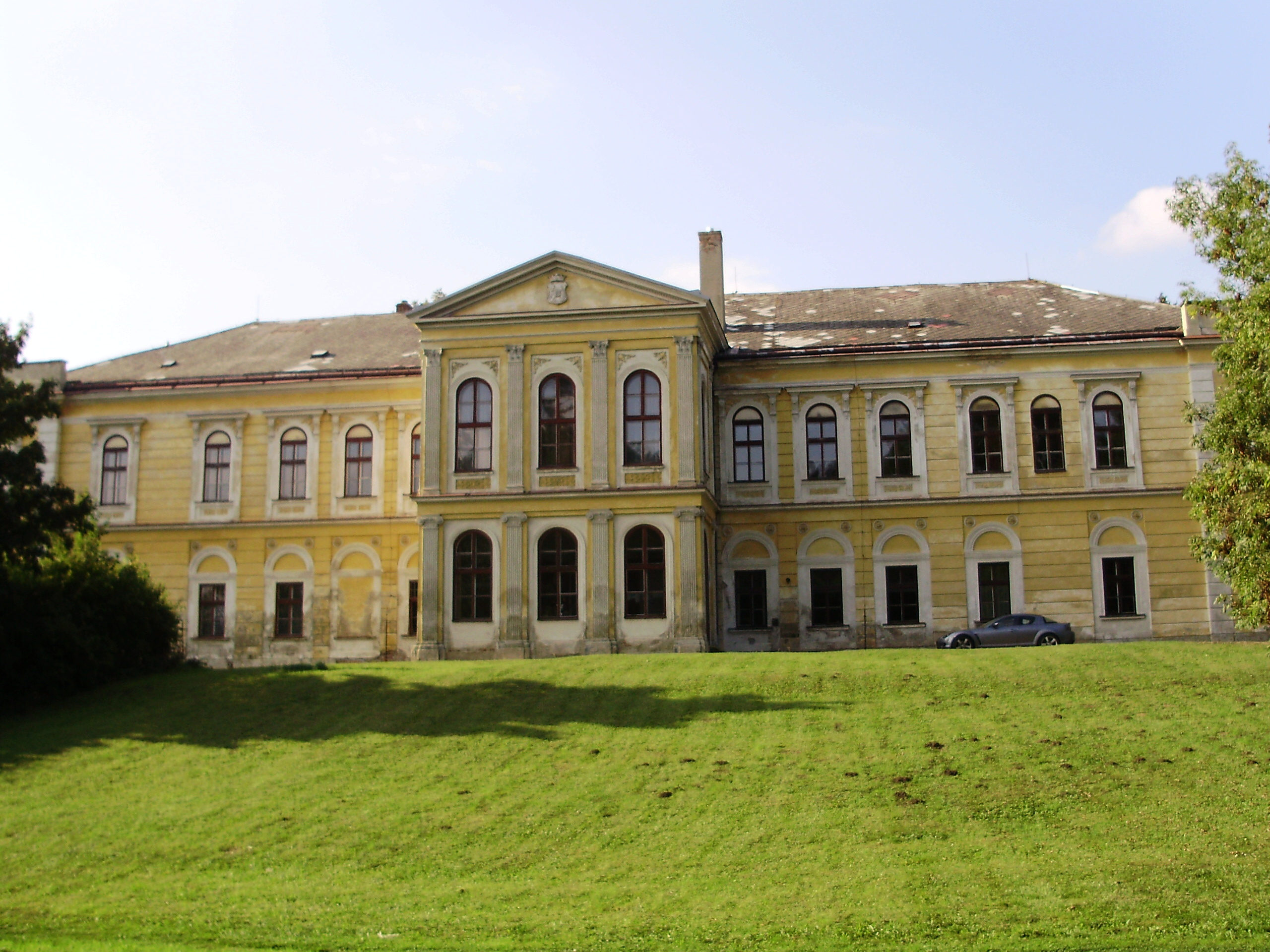
Schloss in Bohdalice

Bohdalice wurde erstmals 1337 erwähnt. In den Quellen wurde als Herr der Ländereien Vojtěch z Bohdalic erwähnt. Die Geschichte von Manerov verlief parallel zu der von Bohdalice. Pavlovice wurde 1371 gegründet.
Grundherren war die Familie von Manner, zuletzt Victoria von Manner, die 1946 verstarb. Zum herrschaftlichen Gut gehörten in Bochdalitz zwei Windmühlen, von denen eine 1910 abgerissen und die andere 1913 auf Motorantrieb umgebaut wurde, sowie eine Brauerei und Schnapsbrennerei. 1928 erfolgte die Gründung des Spenglereibetriebes Langer, der 1950 verstaatlicht wurde. Das Schloss Manerov wurde 1945 zu einer Schule umgenutzt. Manerov war ein Ortsteil von Bohdalitz.
1964 wurden die Gemeinden Pavlovice und Bohdalice vereinigt.

## Gemeindegliederung
Bohdalice-Pavlovice besteht aus den Ortsteilen Bohdalice (Bochdalitz), Manerov (Mannersdorf) und Pavlovice (Paulowitz).

## Sehenswürdigkeiten

### Bohdalice
- Pfarrkirche Himmelfahrt der Jungfrau Maria, erbaut 1806
- Steinkreuz des Johann von Nepomuk
- Kapelle František von Manner

### Pavlovice
- Kapelle